# The Gauntlet
The Gauntlet é um filme estadunidense de 1977, do gênero ação e o sexto filme que Clint Eastwood dirige e estrela.

## Sinopse
Ben Shockley é um policial de Phoenix (Arizona) que é designado pessoalmente pelo novo comissário de polícia, Blakelock, a buscar um prisioneiro no estado vizinho, Nevada. Ao chegar em Las Vegas Shockley é surpreendido ao saber que o prisioneiro, chamado Gus Mally, na verdade é uma prostituta, e que são feitas apostas num suposto cavalo chamado "Mally não chega". 
Ao tentar conduzir sua prisioneira ao aeroporto ambos sofrem uma série de atentados, de explosões a perseguições a tiros. Pouco a pouco Mally revela que é testemunha do julgamento de um mafioso associado com autoridades policiais de Phoenix.
A perseguição se intensifica, assim como a determinação de Shockley e Mally em chegar até Phoenix. 

## Elenco
- Clint Eastwood — Ben Shockley
- Sondra Locke — Gus Mally
- Pat Hingle — Josephson
- William Prince — Blakelock
- Bill McKinney — policial raptado
- Michael Cavanaugh — promotor Feyderspiel
- Carole Cook — garçonete
- Mara Corday — carcereira
- Douglas McGrath — funcionário da banca
- Jeff Morris — policial da prisão
- Samantha Doane — motociclista
- Roy Jenson — motociclista
- Dan Vadis — motociclista